# إيرني تومسون (لاعب كرة قدم أمريكية)
إيرني تومسون (بالإنجليزية: Ernie Thompson) هو لاعب كرة قدم أمريكية أمريكي، ولد في 25 أكتوبر 1969 في تير هوت في الولايات المتحدة.